# Onitis politus
Onitis politus är en skalbaggsart som beskrevs av Lansberge 1875. Onitis politus ingår i släktet Onitis och familjen bladhorningar. Inga underarter finns listade i Catalogue of Life.